# Silver Spring (Maryland)
Silver Spring è un census-designated place degli Stati Uniti d'America, nella contea di Montgomery, nello stato del Maryland. Silver Spring è la sede e il quartier generale della Chiesa Cristiana Avventista del Settimo Giorno e della Food and Drug Administration. È anche la sede di Hope Channel e Adventist World Radio, rete televisiva e radio ufficiali della Chiesa.